# Svetlana Prudnikova
Svetlana Prudnikova é uma enxadrista (nome dado a jogadores profissionais de xadrez) da Sérvia e Montenegro com participação nas Olimpíadas de xadrez de 1992 a 2004. Svetlana conquistou a medalha de ouro por performance individual no segundo tabuleiro em 1992 pela equipe da Rússia e em 1996, ajudou a conquistar a medalha de bronze por equipes no terceiro tabuleiro. Em 2002, já disputando a competição pela Sérvia, conquistou a medalha de ouro individual novamente pelo segundo tabuleiro.